# Sönnertjärnen (Kalls socken, Jämtland)
Sönnertjärnen är en sjö i Åre kommun i Jämtland och ingår i Indalsälvens huvudavrinningsområde.